# Дорога в Понтуазе (Поместье Матюрен в Понтуазе)
«Дорога в Понтуазе (Поместье Матюрен в Понтуазе)» (фр. Le Clos des Mathurins à Pontoise (l'Hermitage)) — картина французского художника Поля Сезанна из собрания Государственного музея изобразительных искусств имени А. С. Пушкина в Москве.

## История
В 1909 году картина была приобретена за 13 000 французских франков московским купцом и коллекционером И. А. Морозовым у Эжена Дрюэ. После Октябрьской революции собрание Морозова было национализировано, и эта картина среди прочих оказалась в Государственном музее нового западного искусства, а после расформирования музея в 1948 году была передана в Государственный музей изобразительных искусств имени А. С. Пушкина. Картина выставляется в бывшем флигеле усадьбы Голицыных на Волхонке, в Галерее искусства стран Европы и Америки XIX—XX веков, зал 17 (зал Гогена).

## Описание
Некоторые исследователи полагают, что на создание этой картины повлиял Камиль Писсарро, ранее уже обращавшейся к подобному мотиву, но с другой точки зрения, о чём говорит техника исполнения: в работе преобладают оттенки зелёного, а небо написано в серебристо-светлых тонах, что характерно для импрессионизма.
На полотне изображена сельская сцена близ популярного среди импрессионистов Понтуаза, выполненная в характерном для импрессионистов стиле. Она состоит из участков с плоскими цветами и мягким освещением, которые вместе создают глубину и объём сцены, не прибегая к тщательной проработке деталей. Преобладают оттенки зелёного, жёлтого и землистого цветов, которые создают спокойное настроение, а игра света и тени придаёт динамизм мирной обстановке. Изображение деревьев и растительности показывает интерес Сезанна к окружающей среде, которая занимает центральное место во многих его пейзажах. Архитектура, хотя и скромная и размытая, предполагает мирное сосуществование с природой. На переднем плане дорога служит направляющей линией, притягивающей взгляд зрителя к композиции и горизонту. Общий эффект вызывает у зрителя отклик, запечатлевая момент времени с ощутимой атмосферой.
В произведении можно заметить следы использования мастихина, который художник часто применял в своих пейзажах, созданных до 1877 года. Сезанн неоднократно писал виды Понтуаза, напоминающие эту картину: подобные пейзажи можно увидеть в цюрихской галерее Нейперт и в музее Фон дер Хайдт в Вуппертале.